# Gucci：豪門謀殺案
是一部2021年美國傳記犯罪片，由雷利·史考特執導。該片改編自莎拉·蓋伊·福登（Sara Gay Forden）的2001年書籍《Gucci：精品帝國真實的慾望、愛恨與興衰，時尚黑寡婦驚世駭俗的豪門謀殺案》（The House of Gucci: A Sensational Story of Murder, Madness, Glamour, and Greed），主演包括女神卡卡、亞當·崔佛、傑瑞德·雷托、傑瑞米·艾恩斯和艾爾·帕西諾。故事講述古馳家族第三代繼承人派翠琪亞·雷吉亞尼為了爭奪古馳資產，謀害墨里奇奧·古馳的事件。
《Gucci：豪門謀殺案》在2021年11月24日美國上映。電影在影評界獲得兩極的評價，影評家稱讚卡卡的演技，但是詬病電影基調和剪輯不一致的問題。真實案件的相關當事者則對片方接洽與進行電影的改編，抱持看法不一的意見。

## 劇情
1978年，在自家運輸廠工作的帕特里夏·雷吉亞尼在米蘭一個派對上邂逅了墨里奇奧·古馳，派翠希亞深深愛上墨里奇奧，並不斷製造與墨里奇奧不期而遇的機會，派翠希亞也得知了墨里奇奧預計報考律師。
一日，派翠希亞到墨里奇奧家作客，會見了墨里奇奧的父親魯道夫·古馳，在三人一同用餐時間，魯道夫向派翠希亞透漏了亡妻及自身以前曾都是當紅演員的事，餐會結束後，魯道夫告誡墨里奇奧不應該與派翠希亞走得太近，不只是魯道夫看不上派翠希亞所做的運輸事業，魯道夫還表示雷加尼家族與黑手黨常有往來，且派翠希亞也可能是為了錢才與墨里奇奧勾搭上，若墨里奇奧執意迎娶派翠希亞，將從遺產中刪去墨里奇奧的繼承。
墨里奇奧漏夜到派翠希亞家，並向雷加尼中校表示將會娶派翠希亞，為了展現誠意，墨里奇奧到了雷加尼家族中工作，不久後，墨里奇奧迎娶了派翠希亞，但婚禮上幾乎只見女方親友，不見男方親友。
奧爾多·古馳從報紙上得知了姪子墨里奇奧結婚的事，找上了魯道夫，奧爾多表示古馳需要拓展亞洲事業，但魯道夫則認為應該維持現狀，最後雖沒有取得共識，但奧爾多還是邀請魯道夫來他不久後舉辦的七十歲生日派對。
派翠希亞與墨里奇奧聽聞後出席了大伯奧爾多的生日派對，但奧爾多卻與兒子保羅·古馳為了古馳的經營方針吵了起來，會後奧爾多在送行派翠希亞與墨里奇奧時，給了派翠希亞兩張前往紐約的機票。
派翠希亞私底下找了奧爾多，希望奧爾多替墨里奇奧向魯道夫說話，讓墨里奇奧回到古馳家族，奧爾多帶領派翠希亞參觀家族傳承的皮件廠，並表示古馳可以開始進行給墨里奇奧接班的準備。
墨里奇奧夫婦與奧爾多到紐約視察了古馳門市，保羅則帶著自己的最新設計系列找上了叔叔魯道夫，卻被魯道夫狠狠打槍，不久後墨里奇奧夫婦迎來了女兒亞麗桑德娜（Alessandra），卻同時又聽聞到父親魯道夫的過世，且墨里奇奧需要為魯道夫留下的50%古馳股權交納140億里拉的遺產稅，此金額大得非比尋常。
派翠希亞偶然看到了家管的仿冒古馳包，便與奧爾多告狀，奧爾多卻表示仿冒的古馳不足為懼，古馳的價值只有古馳說的算，在1983年時裝週上，墨里奇奧亦親眼見到了古馳的品牌價值已完全不如想像，派翠希亞向墨里奇奧表示古馳需要新的方針，且將肅清奧爾多與保羅視為首要。
墨里奇奧夫婦開始試圖挑撥保羅與奧爾多之間的矛盾，最終使保羅舉發了奧爾多的逃漏稅，奧爾多到監獄服刑一年，而保羅也落入圈套被墨里奇奧夫婦舉報侵犯自家古馳公司版權，墨里奇奧夫婦趁勢要脅要收購保羅的古馳持股，保羅不從，遂向金融警察舉報墨里奇奧以作報復。
墨里奇奧在金融警察到來前騎重機逃到瑞士聖莫里茲，但卻在聖莫里茲與舊情人寶娜（Paola）私底下重溫舊夢，派翠希亞帶著女兒趕往聖莫里茲與墨里奇奧重聚，卻因為墨里奇奧在飯局上的語氣鬧得不愉快，墨里奇奧還表示派翠希亞一直在疏遠他們家人之間的關係，夫妻關係越趨緊張。
墨里奇奧無法容忍派翠希亞對寶娜宣示主權，命人將派翠希亞與亞麗桑德娜送回米蘭，同時墨里奇奧聯繫上投資公司Investcorp，希望能由其代表出面收購保羅的古馳持股，收下墨里奇奧送的古馳限量鞋後，保羅的古馳持股落入了Investcorp手裡。
到了奧爾多出獄的日子，奧爾多知道了保羅賣掉了古馳持股後勃然大怒，而墨里奇奧則繼續與情婦寶娜過著揮霍無度的日子，巨大的開銷使古馳不斷面臨虧損，甚至亞麗桑德娜小學畢業前最後一次獨奏會也沒有出席，只派了律師與派翠希亞談離婚。
奧爾多帶保羅找上了Investcorp再次談判，發現古馳限量鞋出現在Investcorp代表方腳上，且叛徒就是墨里奇奧，絕望的出售了剩餘股權給墨里奇奧，而與Investcorp之間有不能明言利益關係的墨里奇奧，仍持續以揮霍的方針在經營著古馳，且古馳的營運絲毫不見起色。
派翠希亞在墨里奇奧家門口堵墨里奇奧，欲與墨里奇奧談判，得知墨里奇奧已徹底變心後，找上了預言家閨密皮娜（Pina）欲共謀處決墨里奇奧，最終派翠希亞決定收買要價6億里拉的西西里黑幫伊萬諾做槍手。
Investcorp向墨里奇奧表示古馳仍然面臨嚴重虧損，縱使新設計師在時裝週的表現也無法挽救古馳的頹勢，墨里奇奧表示古馳的利潤必須放長遠才能看見，Investcorp無法接受墨里奇奧對古馳的揮霍經營策略，最終墨里奇奧被迫以1.7億美元向Investcorp出售古馳持股。
1995年3月27日早上，正要上班的墨里奇奧被伊萬諾在辦公室外的台階處開槍打死，墨里奇奧死後，古馳成為上市公司，奧爾多與保羅也因疾病與窮困相繼死去，兩年後，派翠希亞、皮娜、伊萬諾等人因策劃謀殺案被判有罪，檢方表示，派翠希亞嫉妒怨恨墨里奇奧，覬覦墨里奇奧的金錢，因而雇兇殺人，認為她想控制墨里奇奧的資產，阻止墨里奇奧和寶娜成婚，以免自己的離婚贍養費減半。最終派翠希亞被判29年監禁，皮娜25年、伊萬諾26年。
古馳成為了一家完全由外人，毫無古馳家族的人把持的公司。最終，古馳發展至估值600億美元，成為全球時裝界的傳奇品牌。

## 演員
- 女神卡卡飾演派翠琪亞·雷吉亞尼（英语：Patrizia Reggiani）
- 亞當·崔佛飾演墨里奇奧·古馳
- 傑瑞德·雷托飾演保羅·古馳（英语：Paolo Gucci）
- 傑瑞米·艾恩斯飾演魯道夫·古馳（英语：Maurizio D'Ancora）
- 艾爾·帕西諾飾演奧爾多·古馳（英语：Aldo Gucci）
- 莎瑪·海耶克飾演朱塞皮娜·「皮娜」·奧瑞瑪（Giuseppina "Pina" Auriemma）
- 傑克·休斯頓飾演多梅尼科·德·索萊（英语：Domenico De Sole）
- 瑞夫·卡尼飾演湯姆·福特
- 卡米爾·科坦飾演保拉·弗朗西（英语：Paola Franchi）
- 瑪妲麗娜·黛安娜·珍娜（英语：Mădălina Diana Ghenea）飾演蘇菲亞·羅蘭
- 梅迪·內布（英语：Mehdi Nebbou）飾演席德（Said）
- 米洛德·莫拉德·班亞馬拉（英语：Miloud Mourad Benamara）飾演奧馬爾（Omar）

## 製作
2006年6月，據雷利·史考特將執導一部講述古馳家族時尚王朝衰落的電影，由安德里亞·伯洛夫編劇。2012年2月，雷利·史考特的女兒喬丹·史考特將接替他擔任導演，潘妮洛普·克魯茲為飾演主角派翠琪亞·雷吉亞尼進行洽談。2016年11月，王家衛接替喬丹執導電影，查爾斯·蘭道夫和伯洛夫撰寫劇本，並考慮由瑪格·羅比飾演雷吉亞尼。2019年11月，再次改由雷利·史考特執導電影，羅伯托·本蒂維尼亞（Roberto Bentivegna）編寫劇本，女神卡卡飾演雷吉亞尼。2020年4月，米高梅獲得了該片的版權。2020年8月，亞當·崔佛、傑瑞德·雷托、艾爾·帕西諾、勞勃·狄尼洛、傑克·休斯頓和瑞夫·卡尼為出演電影進行洽談。2020年10月，確認崔佛、雷托、帕西諾和狄尼洛加入演員陣容。2020年12月，確認休斯頓和卡尼加入演員陣容，而傑瑞米·艾恩斯接替狄尼洛出演電影。同月底，宣佈達魯休·沃爾斯基擔任該片的攝影師。2021年1月，卡米爾·科坦加入演員陣容。

### 拍攝
主體拍攝於2021年2月底在羅馬開始進行，並於2021年5月8日殺青。

## 發行
《Gucci：豪門謀殺案》定於2021年11月24日在美國上映。

## 評價
本片在爛番茄根據355條評論，持有63%的新鮮度，平均得分6.2／10，觀眾投票獲得83%的分數，平均得分為4.2／5；共识评论：“經常在受啟發的陣營和沈悶的戲劇之間搖擺不定，以致無法展現自信的伸展台支柱，但 Lady Gaga 完美的音符表演擁有永恆的風格。”。在IMDb則獲得6.6/10的平均分數。在Metacritic上，電影根據57條專業評論，獲得59分（滿分100分），代表「褒貶不一或中庸」。。
在第42屆金酸莓獎上，參演本片的傑瑞德·雷托被獲頒該屆最差男主角，然而傑瑞德·雷托亦入圍評論家選擇協會和美國演員工會獎的最佳男配角。傑瑞德·雷托獲頒金酸莓獎的事蹟引起《The Avocado》影評人的批評，稱其「他也不配出現在這」

## 外部連結
- 互联网电影数据库（IMDb）上《Gucci：豪門謀殺案》的资料（英文）
- Box Office Mojo上《Gucci：豪門謀殺案》的资料（英文）
- Metacritic上《Gucci：豪門謀殺案》的資料（英文）
- 爛番茄上《Gucci：豪門謀殺案》的資料（英文）
- AllMovie上《Gucci：豪門謀殺案》的资料（英文）
- 開眼電影網上《Gucci：豪門謀殺案》的資料（繁體中文）
- 时光网上《Gucci：豪門謀殺案》的資料（简体中文）
- 豆瓣电影上《Gucci：豪門謀殺案》的資料 （简体中文）